# البحث العكسي في نظام أسماء النطاقات العكسي
في شبكات الحاسوب، يُعدّ البحث العكسي في نظام أسماء النطاقات أو تحليل نظام أسماء النطاقات العكسي هو تقنية الاستعلام عن نظام أسماء النطاقات لتحديد اسم النطاق المرتبط مع عنوان آي بي، عكس البحث المعتاد في نظام أسماء النطاقات الأمامي لعنوان آي بي من اسم النطاق. تستخدم عملية الحل العكسي لعنوان آي بي السجلات المؤشرة. ينطوي البحث العكسي في نظام أسماء النطاقات على البحث عن تسجيل نطاق أسماء وجداول تسجيل. يمكن استخدام هذه التقنية في المحاولة تعريف اسم نطاق المنشئ بغاية تتبُّع، على سبيل المثال، المُسخم الذي يُرسل الرسائل البريدية المزعجة أو اسم النطاق للحاسب الذي يُحاول اقتحام جدار الحماية، أو المحاولة في اختراق النظام. ويُمكن استخدامه لتحديد اسم مزود خدمة الإنترنت المخصص لعنوان أي بي محدد. تترسّخ بيانات الإنترنت في نظام أسماء النطاقات العكسي في نطاق المستوى الأعلى آربا.

## استخدامه تاريخيًا
لا تجوز المغالطة بين البحث في نظام أسماء النطاقات العكسي المعاصر مع الآلية الملغاة حاليًا «الاستعلام العكسي» (IQUERY) المخصصة بطلب التعليقات.
يتّخذ الاستعلام العكسي صيغة سجل المصدر في قسم الإجابة على الرسائل، مع قسم السؤال الفارغ. لا يكون اسم مالك استعلام سجل المصدر وتي تي إل ذو أهمية. تحمل الاستجابة الأسئلة في قسم الأسئلة الذي يُعرّف جميع الأسماء التي تملك الاستعلام من خلال سجل المصدر والذي يعلم اسمه الخادم. منذ أن الخادم بلا اسم على علم بجميع مساحات الأسماء، لا يمكن أبدًا افتراض استجابة كاملة. بالتالي تكون الاستعلامات العكسية بشكل أولي مفيدة لإدارة البيانات نشاطات التصحيح. لا تُعتبر الاستعلامات العكسية طريقة غير مقبولة لتعيين عناوين المضيفين إلى الأسماء المضيفة، وإنما يُستخدم نطاق in-addr.arpa بدلًا عنه.